# Ty Law
Tajuan Law, detto Ty (Aliquippa, 10 febbraio 1974), è un ex giocatore di football americano statunitense che ha militato nel ruolo di cornerback per quindici stagioni nella National Football League (NFL). Fu scelto nel corso del primo giro (23º assoluto) del Draft NFL 1995 dai New England Patriots. Al college ha giocato a football coi Michigan Wolverines
Law è un due volte All-Pro, cinque volte Pro Bowler, di cui è stato MVP nel 1998, e ha vinto tre Super Bowl coi Patriots. I suoi 53 intercetti in carriera lo pongono al 22º posto nella classifica di tutti i tempi. È stato introdotto nella Pro Football Hall of Fame nel 2019.

## Carriera professionistica

### New England Patriots
Law fu scelto nel corso del primo giro del Draft 1995 dai New England Patriots dove trascorse la maggior parte della carriera.  Nel 1998, Law si guadagnò la prima convocazione per il Pro Bowl. Quell'anno guidò la lega con 9 intercetti, un fatto mai accaduto a nessun altro giocatore dei New England Patriots.
Law vinse il suo primo Super Bowl coi Patriots nel 2001. Nel Super Bowl XXXVI, Law intercettò un passaggio di Kurt Warner e lo ritornò per 47 yard in touchdown, i primi punti segnati dai Patriots nella partita, che alla fine vinsero 20-17.
Law fu convocato per il secondo Pro Bowl consecutivo e il quarto in carriera dopo la stagione 2003. Nel 2003, Law fu parte della difesa da record dei Patriots che guidò la NFL in diverse categorie chiave tra cui punti concessi a partita (14,9), passer rating avversario (56,2) e intercetti (29). Il gioco fisico di Law su alcuni dei migliori ricevitori della lega spinse la NFL a un giro di vite sulla regolare del contatto illegale dalle 5 yard per i defensive back alla fine della stagione. Nella finale della AFC contro gli Indianapolis Colts, Law intercettò ben 3 passes del quarterback Peyton Manning, contribuendo alla vittoria 24-14 e finendo col vincere il secondo Super Bowl in tre anni, battendo i Carolina Panthers 32-29.
Law vinse il suo terzo Super Bowl coi Patriots nel 2004 ma perse le ultime nove gare di stagione regolare e tutte e 3 le gare di playoff dei Patriots per un infortunio al piede.
Il 25 febbraio 2005, Law fu svincolato dai Patriots per risparmiare 12 551 000 dollari di spazio salariale.

### New York Jets
Law per la stagione 2005 firmò coi Jets. Egli mise a segno un primato in carriera di 10 intercetti e fu l'unico Jet ad essere convocato per il Pro Bowl (Jonathan Vilma fu in seguito convocato per l'infortunio di Zach Thomas, non per un voto dei tifosi). Law fu svincolato dai New York Jets il 22 febbraio 2006, dal momento che i Jets rischiavano di sfondare di 26 milioni il tetto salariale nel 2006 e Ty avrebbe dovuto percepire 7,6 milioni quell'anno.

### Kansas City Chiefs
Il 25 luglio 2006, Law firmò un contratto quinquennale da 30 milioni di dollari coi Chiefs. Law si riunì col suo capo allenatore Herm Edwards,  con il quale aveva giocato nel 2005, sperando di rinforzare la difesa dei Chiefs.

### Ritorno ai Jets
Il 10 novembre 2008, Law firmò un contratto annuale coi New York Jets. A fine stagione, i Jets lo svincolarono nuovamente il 24 febbraio 2009.

### Denver Broncos
Law firmò coi Denver Broncos il 7 novembre 2009. Fu aggiunto a un reparto difensivo che contava 5 membri sopra i 30 anni e 20 convocazioni per il Pro Bowl complessive. La sua ultima gara della carriera la disputò coi Broncos il 3 gennaio 2010. La sua stagione terminò con 10 tackle e un intercetto ritornato per 37 yard. Il 25 febbraio 2010 fu svincolato dalla franchigia del Colorado.

## Palmarès

### Franchigia
- Super Bowl : 3

New England Patriots: XXXVI, XXXVIII, XXXIX
- American Football Conference Championship: 4

New England Patriots: 1996, 2001, 2003, 2004

### Individuale
- (5) Pro Bowl (1998, 2001, 2002, 2003, 2005)
- (2) All-Pro (1998, 2003)
- MVP del Pro Bowl (1998)
- (2) Leader della NFL in intercetti (1998, 2005)
- Formazione ideale della NFL degli anni 2000
- Formazione ideale del 50º anniversario dei Patriots
- Pro Football Hall of Fame (classe del 2019)